# Haplochromis velifer
Haplochromis velifer és una espècie de peix de la família dels cíclids i de l'ordre dels perciformes.

## Morfologia
Els mascles poden assolir els 10,8 cm de longitud total.

## Distribució geogràfica
Es troba al llac Nabugabo (Àfrica).